# 트로브리안드 군도

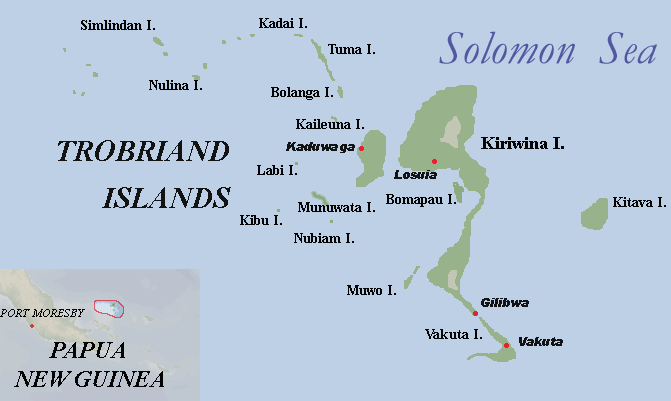
트로브리안드 군도

트로브리안드 군도(Trobriand Islands) 또는 키리위나섬(Kiriwina, 현재 사용되는 공식 명칭)은 뉴기니섬 동쪽 연안에 위치한 환상(環狀) 산호섬으로 면적은 450km2이며 행정 구역상으로는 파푸아뉴기니 밀른베이주에 속한다. 인구는 12,000명이며 주민들은 대부분 트로브리안드 군도에서 가장 큰 섬인 키리위나섬에 거주한다. 그 밖에 카일레우나섬(Kaileuna), 바쿠타섬(Vakuta), 키타바섬(Kitava)이 있다.